# Loretta Ross
Loretta J. Ross (Texas, 16 de agosto de 1953), é uma acadêmica, feminista e ativista afro-americana que trabalha pela justiça reprodutiva, especialmente entre as mulheres negras. Como ativista, Ross escreveu sobre o ativismo pela justiça reprodutiva, a história das mulheres afro-americanas, e mais recentemente sobre a cultura do cancelamento, tendo publicado o texto "I’m a Black Feminist. I Think Call-Out Culture Is Toxic" no jornal The New York Times em 2019.

## Biografia
Loretta Ross nasceu em Temple, Texas, em 16 de agosto de 1953. Seu pai, imigrante oriundo da Jamaica, foi especialista em armas do Exército e sargento instrutor, tendo se aposentado na instituição em 1963. Também trabalhou para os Correios e teve empregos temporários para sustentar a família. A mãe de Ross foi empregada doméstica e dona de uma loja de música, e durante a infância de Ross manteve-se como dona de casa. O ensino primário de Ross deu-se em escolas do Exército até a segunda série, e depois em escolas públicas. Foi uma aluna destacada que recebeu notas altas e honra ao mérito pelo seu desempenho no ensino médio.
Em 1964, aos 11 anos, Ross foi estuprada por um estranho, e três anos depois, por um primo distante. Em 1969 o aborto não era uma opção legal; ela engravidou e deu à luz seu único filho, Howard. Ross viria a perder a sua bolsa de estudos do Radcliffe College da Universidade de Harvard quando decidiu não dar seu filho para adoção. Aos 16 anos, após uma relação sexual consensual com seu primeiro namorado, Ross engravidou novamente. Porém, nesta altura o aborto era legal em Washington ela pôde fazer um aborto seguro.
Após ter tido sua admissão negada em Radcliffe College, depois que as autoridades descobriram sobre seu filho, Ross foi estudar na Howard University em 1970. Durante a graduação se envolveu ativamente na política nacionalista negra, nos movimentos pelos direitos civis (feminismo negro e questões raciais), e lutou pelo direito à habitação. Ross juntou-se a um grupo de discussão marxista-leninista chamado D.C. Study Group e ao South Africa Support Project.
Em 1976, aos 23 anos, Ross sofreu esterilização não desejada pela utilização de um Escudo Dalkon, um dispositivo intra-uterino que foi comercializado apesar de ter sido considerado defeituoso. O dispositivo provocou graves problemas à saúde das pessoas usuárias, especialmente na população afro-americana e pobre. Loretta Ross realizou o procedimento gratuito de colocação do contraceptivo em uma clínica de saúde da própria universidade. O dispositivo fez com que ela desenvolvesse uma doença inflamatória pélvica que durou seis meses. Durante esse período, as suas preocupações foram negligenciadas e lhe diziam que seu problema vinha de uma DST rara que teria adquirido ao ter feito sexo com soldados retornados do Vietnã. No entanto, ela não conhecia nenhum soldado. Depois de meio ano lidando com a doença causada pelo Escudo Dakon, ela desenvolveu uma infecção grave que resultou em um coma. Quando acordou do coma descobriu que os médicos lhe tinham feito uma histerectomia total. Ross disse que, ao visitá-la após a operação, o médico presumiu que ela ficaria feliz em não precisar mais do uso de anticoncepcionais ou de lidar com a menstruação.
Ross foi uma das primeiras mulheres negras a ganhar o processo contra a A.H. Robins, fabricante do Escudo Dalkon. Este incidente teve grande influência em Ross; convencida de que sua esterilização fora uma forma de controle populacional, já que o procedimento era oferecido de graça nessa faculdade historicamente negra, para o controle da natalidade, e tornou-se uma defensora das questões relacionadas com os direitos reprodutivos. Esta experiência levou-a a dedicar-se à luta pela justiça reprodutiva e políticas raciais. Em novembro de 1980, o assassinato da sua amiga e aliada política, Yolanda Ward, tornou-se o momento decisivo na vida de Ross como ativista. Yolanda Ward era copresidente da Coalizão de Habitação da Cidade. Ward foi misteriosamente baleada e morta em um assalto na rua. Ross considerou o evento como um assassinato político.
Em 2007 Ross concluiu o bacharelado na Agnes Scott College. Sob a direção da professora Elizabeth Hackett, escreveu Just Choices: Women of Color, Reproductive Health and Human Rights, seu projeto no curso de Estudos das Mulheres na instituição. Cursou a pós graduação em Estudos da Mulher na Emory University em Atlanta, Geórgia.
Em 2018 foi contratada pela Arizona State University para ministrar um curso sobre Justiça Reprodutiva, tema sobre o qual é coautora de três livros.
Em 2019 passou a fazer parte do corpo docente do Smith College como Professora Associada Visitante do curso de Estudos das Mulheres e Gênero.

## Feminismo e ativismo
Ross afirmou que acredita que o movimento feminista tem sido predominantemente liderado por mulheres brancas, e que, portanto, as questões sobre escolhas reprodutivas e direitos ao aborto têm sido tratadas a partir da sua perspectiva, e que a agenda desse grupo de mulheres também inclui a igualdade de pagamento, o acesso ao controle de natalidade, direito ao voto e muito mais. No entanto, não inclui questões que afetam desproporcionalmente as minorias e as mulheres negras. Ross destaca questões sociais como a pobreza generalizada e o encarceramento em massa de pessoas em idade reprodutiva. Frequentemente refere que devemos prestar atenção às questões raciais. Afirma, inclusive, que essas questões não serem tratadas é um exemplo de racismo nos Estados Unidos e demonstra como isto está profundamente enraizado no país e em suas crenças.
Em 1977, Ross e um grupo de ativistas negros e de minorias cunharam o termo "mulheres de cor" na Conferência Nacional de Mulheres como um termo unificador para tratar de questões políticas e sociais. Com isso, Ross foi capaz de garantir que todas as mulheres de minorias fossem incluídas nesse debate sem discriminação. Durante muito tempo o termo "de cor" vinha sendo usado nos Estados Unidos em narrativas extremamente incômodas e desumanizantes. Com a elaboração e inserção da frase "mulheres de cor" à retórica, permitiu-se que as questões das minorias, especialmente das mulheres negras, com relação à justiça reprodutiva pudessem ser discutidas com respeito. Ross baseia-se fortemente na inclusão, e a criação desse termo é um reflexo disto.
Motivada pela sua experiência pessoal como sobrevivente de agressão sexual, em 1979 Ross se tornou a terceira diretora executiva do D.C. Rape Crisis Center, o primeiro centro de gestão de casos de estupro voltado principalmente para o fornecimento de recursos para mulheres negras. O Rape Crisis Center é uma organização que visa preparar as pessoas para lidarem com situações de agressão sexual. Isto é realizado por meio de um formação centrada na compaixão, dignidade e respeito.
Em agosto de 1980, em Washington, Ross e demais colegas do D.C. Rape Crisis Center, organizaram a Primeira Conferência Nacional sobre Mulheres e Violência no Terceiro Mundo. Esta foi a primeira conferência que reuniu mulheres de diferentes origens raciais para atingir o objetivo de cultivar uma nova rede holística para pessoas de cor, tanto mulheres quanto homens, e para defender o ativismo antiviolência.
Em 1985, a Organização Nacional para Mulheres contratou Ross para ser a diretora dos Programas de Mulheres de Cor visando melhorar a participação das mulheres negras na instituição, criar coalizões com organizações focadas em questões que afetam as mulheres de cor e responder a críticas de mulheres negras que achavam que as principais organizações feministas estavam ignorando questões de raça e classe. Ao contratar Ross, uma referência na promoção justiça reprodutiva, a instituição buscava mostrar seu apoio a questões que afetam as mulheres negras. Essa parceria permitiu ao movimento feminista atravessar barreiras antes não reconhecidas amplamente. Ross organizou a participação de delegações de mulheres negras nas marchas pró-escolha realizadas 1986 e 1989 pela Organização Nacional para Mulheres, assim como a primeira conferência nacional sobre Mulheres de Cor e Direitos Reprodutivos em 1987.
Em 1997, com Luz Rodriguez e outras 14 pessoas, Ross cofundou o Coletivo SisterSong, Mulheres de Cor e Justiça Reprodutiva que visa construir uma rede eficaz para promover melhorias nas políticas institucionais que impactam a vida reprodutiva de comunidades marginalizadas. Ross foi coordenadora nacional do Coletivo SisterSong de 2005 a 2012. Algumas das contribuições notáveis do SisterSong incluem conectar o movimento Black Lives Matter e a justiça reprodutiva, através de uma campanha de comunicação que incluiu o filme intitulado Maafa 21 e a colaboração da Planned Parenthood.
Ross foi uma das primeiras mulheres afro-americanas a trabalhar com o conceito de "justiça reprodutiva" com o objetivo de enquadrar a busca da justiça reprodutiva através da estrutura de justiça social. O conceito daria origem ao termo "opressão reprodutiva". O termo visa destacar a ligação entre a decisão de uma pessoa grávida sobre o que fazer em relação a sua gravidez e contexto da sua comunidade. Por exemplo, se alguém engravida em uma comunidade onde não pode ter acesso à saúde, ou é palco frequente de fiscalização de imigração, esses fatores devem ser levados em consideração. É um termo que enfatiza que a escolha de uma pessoa não é realmente uma escolha quando esses fatores entram em jogo. Este é um fator que também é importante em questões de violência doméstica. O uso desse termo dá às pessoas que vivem essa experiência uma chance de serem ouvidas. 
Ross foi Codiretora Nacional para Mulheres Negras da Marcha pela Vida das Mulheres de Washington D.C., em 25 de abril de 2004. Foi fundadora e diretora executiva do Atlanta, Centro Nacional de Educação em Direitos Humanos da Geórgia (NCHRE). O NCHRE é um centro de formação para ativistas com sede em Atlanta, Geórgia.
Ross testemunhou sobre questões de saúde da mulher e direitos civis em muitos locais importantes, incluindo a ONU, o Congresso dos EUA e o FDA. Ela também participou nos talk shows: The Donahue Show, The Charlie Rose Show e Good Morning America.

## Produção escrita e ensino

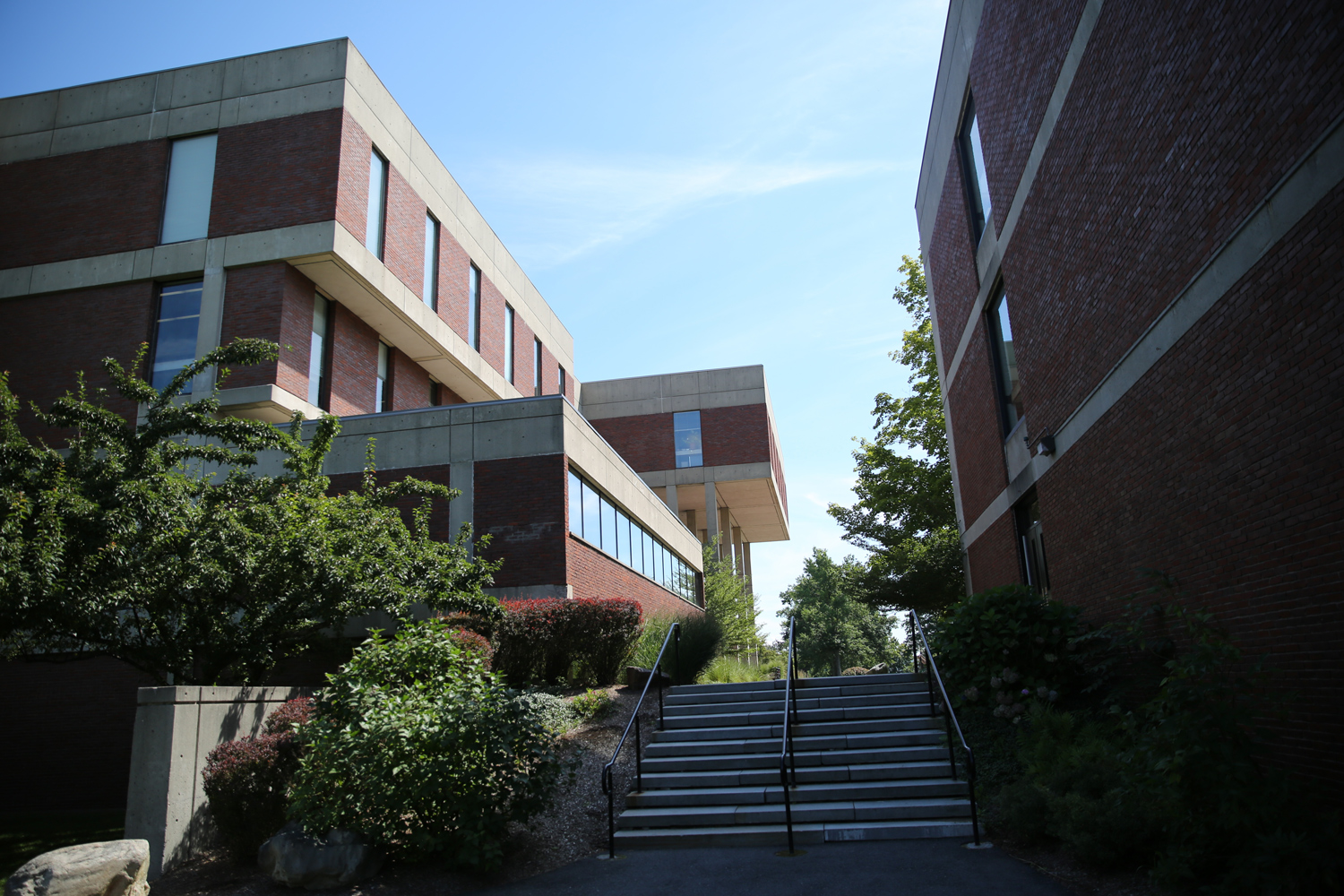
O Hampshire College onde Loretta Ross foi professora associada visitante no departamento Estudos da Mulher

Ross publicou livros sobre justiça reprodutiva, bem como muitos artigos sobre mulheres negras e aborto. Em 2004, Ross foi coautora de Undivided Rights: Women of Color Organizing for Reproductive Justice, um livro que revela a história do ativismo das mulheres negras pela justiça reprodutiva. Ross contribuiu em um capítulo intitulado "The Color of Choice" em Color of Violence: The INCITE! Antologia, que foi publicada em 2016.
Em 2014 Ross publicou um artigo sobre esterilização vinculado à sua própria experiência de esterilização forçada. Seu artigo, Sterilization and Reproductive Oppression in Prisons, aborda a esterilização forçada e ilegal de mulheres encarcerdas no estado da Califórnia, quarenta anos depois que as diretrizes sobre o abuso de esterilização tenham sido estabelecidas em nível federal e estadual. Apesar da ilusão do fim das monstruosidades da esterilização, em 2006-2010 mais de 116 mulheres nas prisões da Califórnia foram esterilizadas ilegalmente como uma forma de controle de natalidade. Foram forçadas a fazer laqueadura durante o parto. O artigo de Ross destaca dezenas de mulheres de grupos minoritários - prisioneiras negras, latinas, transgêneros e indigentes que enfrentaram histerectomias forçadas em circunstâncias abusivas e ilegais.
Ross atuou como professora associada visitante no departamento de Estudos da Mulher no Hampshire College. Ministrou o curso “Supremacia Branca na era de Trump” para o ano letivo de 2017–2018. Ross é consultora do Smith College onde também atuou como professora visitante e organizou duas conferências para toda a comunidade sobre a cultura do cancelamento.
Ross vem se manifestando contra a "cultura do cancelamento, ou call out" e está trabalhando em um novo livro intitulado Calling In the Calling Out Culture: Detoxing Our Movement. O livro deve ser publicado em 2021. Seu artigo sobre o assunto, I'm a Black Feminist. I think call-out culture is toxic aborda a toxicidade da cultura de cancelamento e suas próprias experiências no assunto. Ela revela que quando começou sua trajetória, em 1970, se viu criticando as mulheres brancas por não entenderem as mulheres negras, e fala de erros que teria cometido por ter esperado que elas simplesmente compreendessem as experiências das mulheres negras. A cultura do cancelamento ou call-out pode resultar no oposto à geração de mudança, porque não nos faz avançar. Ross destaca que o cancelamento pode invocar o medo de ser atingido, o que tende a fazer as pessoas evitarem conversas que poderiam ser construtivas.

## Prêmios e reconhecimentos
Prêmios selecionados
- Black Women's Health Imperative, Prêmio Community Health Activist (2008)
- Delta Sigma Theta, Prêmio de Liderança Pinnacle (2008)
- Congresso Internacional de Mulheres Negras, Prêmio Oni (2010)
- Mulheres que ajudam as mulheres, Prêmio Revolucionário (2011)
- Prêmio Fundação para o Bem-Estar das Mulheres Negras (2015)
- Prêmio Bárbara Seaman da Rede Nacional de Saúde da Mulher para Ativismo na Saúde da Mulher (2015)
- Woodhull Sexual Freedom Network, Prêmio Vicky (2017)